# BB 4100
Les BB 4100 sont une série d'anciennes locomotives électriques de la Compagnie du Midi, intégrées aux effectifs de la SNCF à la nationalisation de 1938. Elles sont très proches des BB 4600 et ont d'ailleurs fait l'objet de modifications croisées entre les deux séries.

## Historique
Elles constituent la deuxième génération de BB Midi.
Certaines machines de cette série furent converties en BB 4600 et explique que la série des 4600 commence au numéro 4581, car la tranche 4700 était indisponible, réservée à une autre série de machines, également d'origine Midi.
La série de machines converties en BB 4600 portent les numéros 4581 à 4600 et 4651 à 4699.
Ces modifications furent faites par la SNCF entre 1949 et 1962 et cela dans le but de porter leur vitesse maximale de 65 km/h à 90 km/h, les rendant ainsi aptes à un plus large éventail de traction.
Ces modifications les rendaient également aptes à l'unité multiple (UM).
Ces machines étaient affectées à la fin des années 70 début des années 80 au dépôt de Bordeaux Saint-Jean, de Limoges et de Paris Sud-Ouest.
Mais à cette époque, leur grand âge condamnait déjà bon nombre d'entre elles au service de manœuvre de Paris-Sud ouest, ou bien, pire, au chalumeau du ferrailleur.
Elles attendaient cette ultime épreuve au garage d'Epierre sur la ligne Culoz-Modanne, ligne qu'elles n'avaient jamais fréquenté avant leur retraite.
Elles assurèrent un service mixte (Fret/Voyageurs) jusqu'à leur retrait définitif, en 1987.

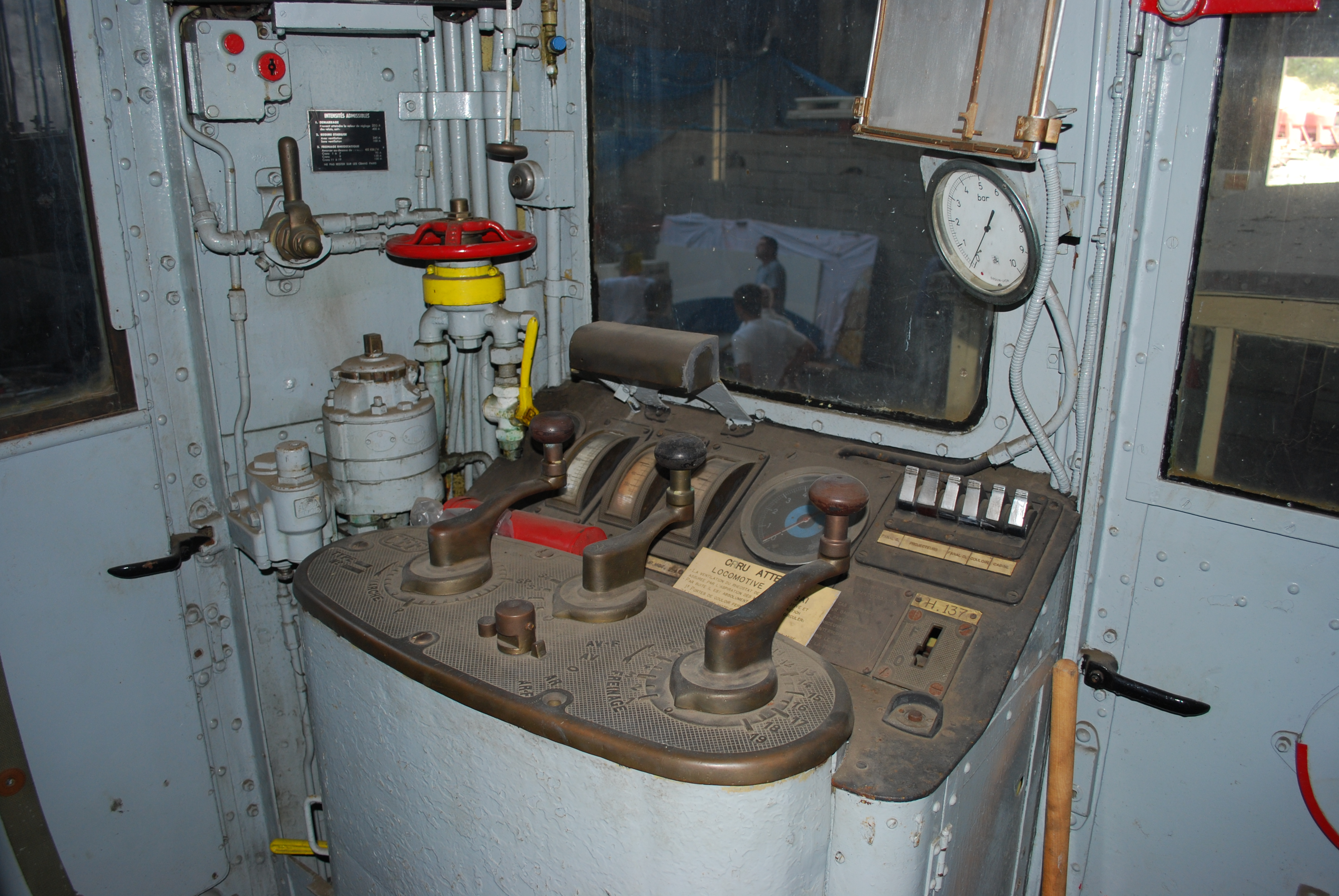
Poste de conduite de la E 4162.
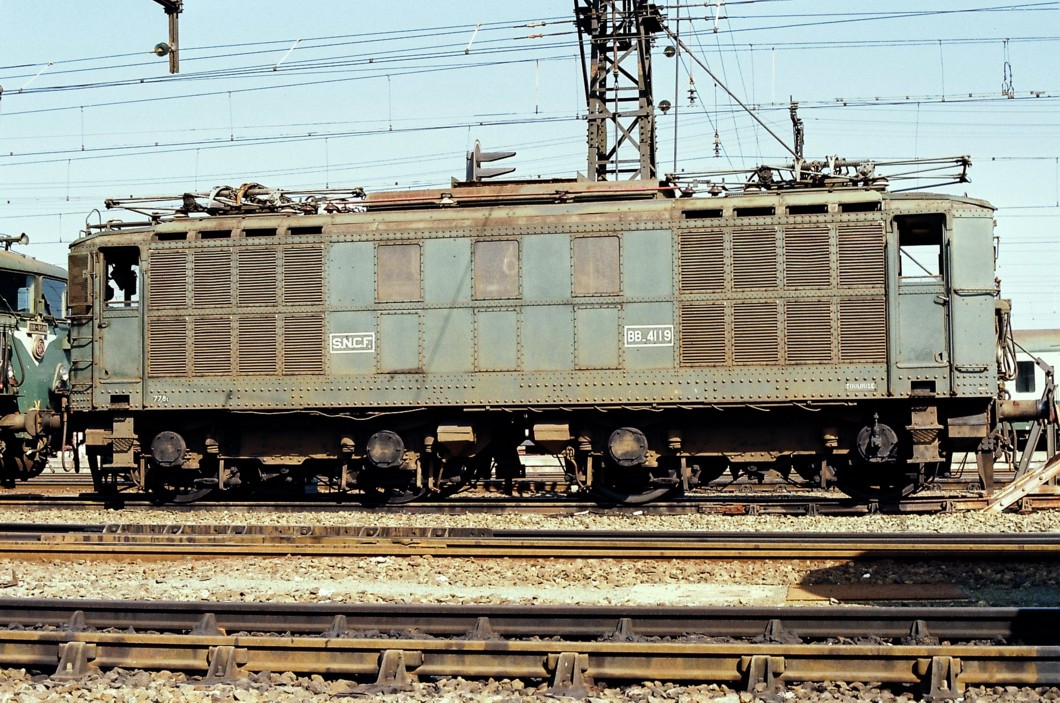
SNCF BB 4119 à Tarbes en 1983.
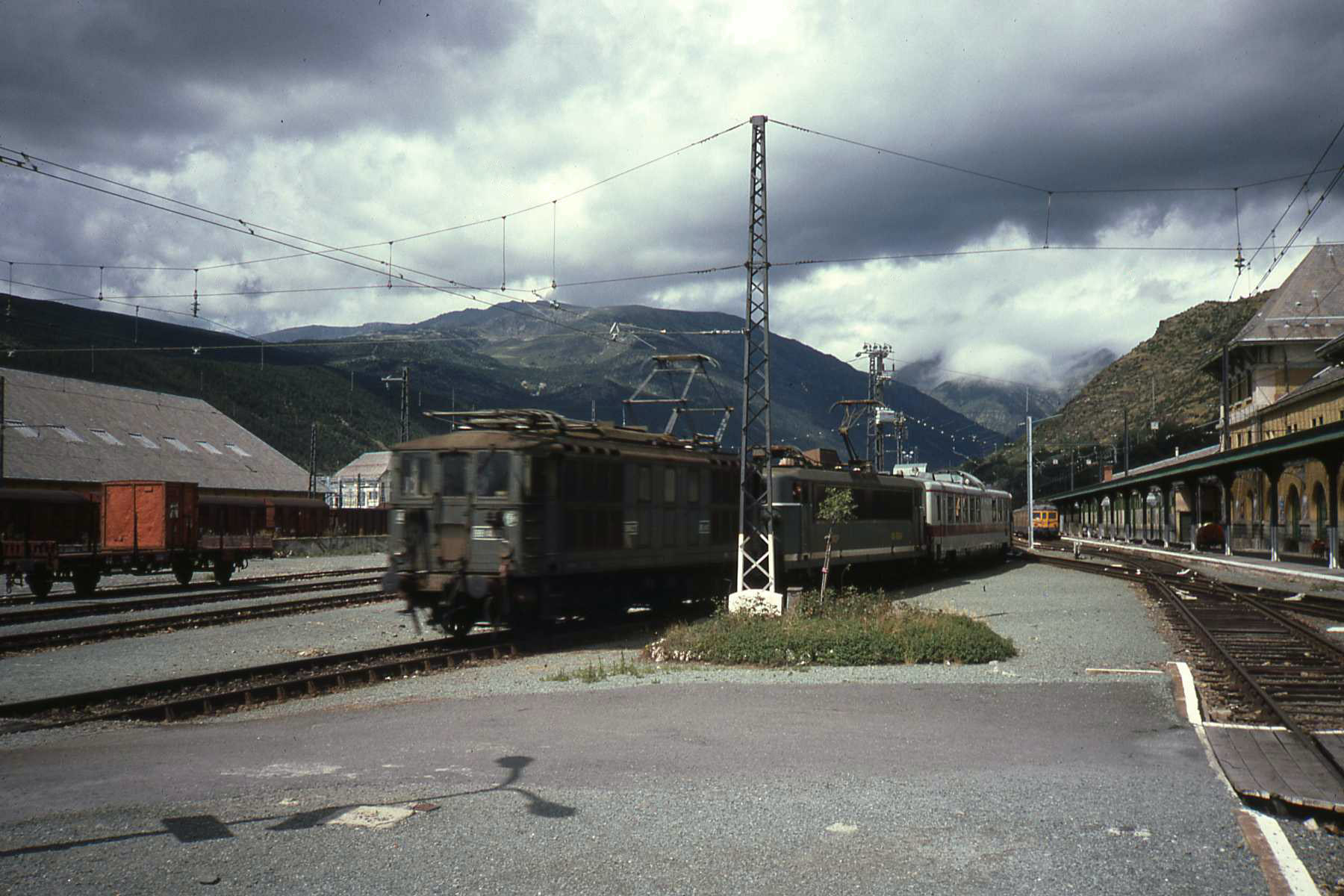
BB 4100 et 8500 en gare de Latour-de-Carol - Enveitg.

## Services
Les BB 4100 sont livrées entre 1928 et 1931 à la Compagnie du Midi. Elles assurent l'intégralité du trafic voyageur omnibus sur les lignes transpyrénéennes et participent aussi au trafic marchandises. Vers 1950, une partie des BB 4100 sont transformées en BB 4600 pour pouvoir circuler plus vite sur le réseau. Les autres (non modifiées) restent utilisées sur tous les embranchements pyrénéens. Ce sont elles qui assurent la pousse entre Tournay et Capvern. Elles sont également utilisées pour les trains de marchandises R.O. entre Bordeaux et Tarbes et depuis Toulouse vers Bayonne et Nîmes. 
La modernisation de la ligne des Causses entraine un regain d'intérêt pour les BB 4100. Entre 1976 et 1980, la SNCF procède, aux Ateliers de Béziers, à la transformation de nombreuses  BB 4600 en BB 4100 pour assurer le trafic marchandises sur cette ligne en remplacement des BB 4200. Une partie d'entre elles (affectées au dépôt de Toulouse) sont aussi munies d'un graisseur de rails pour limiter l'usure sur les lignes sinueuses de montagne. Les dernières BB 4100 sont radiées en 1987, à l'exception de la BB 4119 et de la BB 4123 transformées en CN-5 et CN-6 (CN = chasse-neige), restées en service jusqu'au tournant de la fin des années 1990, début des années 2000, sur la ligne Toulouse Latour-de-Carol.

## Machines conservées (2013)
- BB 4177 Exposée au Musée du Chemin de Fer, à Nîmes  Classé MH (1990)[4] en livrée E 4162 Midi

## Machines particulières
- BB 4175 (BB 4606 à l'origine) à Pamiers, démantelée depuis.

## Dépôt titulaire
- Bordeaux-saint-Jean
- Limoges
- Paris Sud-Ouest
- Avignon

## Modélisme
Les BB 4100 et 4600 ont été reproduites en HO par la firme Roco.